# 8e armée (États-Unis)
Pour les articles homonymes, voir 8e armée.
La 8e armée des États-Unis (Eighth United States Army) commande toutes les troupes de l'armée de terre des États-Unis basées en Corée du Sud. Elle est la composante terrestre de United States Forces Korea.

## Historique
Créée en 1944, elle a participé à l'occupation du Japon avant d'aller en 1950 participer à la guerre de Corée. Ses commandants durant ce conflit sont Matthew B. Ridgway puis à partir du 11 avril 1951 James Van Fleet.

### Depuis 1953
En 1995, elle dispose de 8 736 416 obus d'artillerie dans six dépôts de munitions.

## Organisation

Organisation de la 8e armée en 2021.

Elle compta, en plus des forces régulières américaines, une unité de guérilleros nord-coréens nommée United Nations Partisan Infantry Korea effectuant une guerre de partisans à l'arrière des lignes ennemies.
En 2022, sa principale unité est la 2e division d'infanterie.

## Liste des commandants de la8earmée
| Image | Nom                           | Début            | Fin              |
| ----- | ----------------------------- | ---------------- | ---------------- |
|       | Lt Gen Robert L. Eichelberger | 1er janvier 1944 | 4 août 1948      |
|       | Lt Gen Walton Walker          | 4 août 1948      | 23 décembre 1950 |
|       | Lt Gen Frank W. Milburn       | 24 décembre 1950 | 25 décembre 1950 |
|       | GEN Matthew Ridgway           | 25 décembre 1950 | 1951             |
|       | GEN James Van Fleet           | 1951             | 11 février 1953  |
|       | GEN Maxwell D. Taylor         | 1953             | 1955             |
|       | GEN Lyman Lemnitzer           | mars 1955        | 1957             |
|       | GEN Isaac D. White            | 1957             | 1959             |
|       | GEN Carter B. Magruder        | 1961             | 1963             |
|       | GEN Hamilton H. Howze         | 1er août 1963    | 15 juin 1965     |
|       | GEN Dwight E. Beach           | 1965             | 1966             |
|       | GEN Charles H. Bonesteel, III | 1966             | 1969             |
|       | GEN John H. Michaelis         | 1969             | 1972             |
|       | GEN John W. Vessey, Jr.       | 1976             | 6 novembre 1978  |
|       | GEN John A. Wickham, Jr.      | 1979             | 1982             |
|       | GEN Robert W. Sennewald       | 1982             | 1984             |
|       | GEN William J. Livsey         | 1er juin 1984    | 25 juin 1987     |
|       | GEN Louis C. Menetrey, Jr.    | 25 juin 1987     | 26 juin 1990     |
|       | GEN Robert W. RisCassi        | 26 juin 1990     | 1992             |
|       | GEN Edwin H. Burba, Jr.       | 1992             | 1993             |
|       | Lt Gen Charles C. Campbell    | 6 décembre 2002  | 10 avril 2006    |
|       | Lt Gen David P. Valcourt      | 11 avril 2006    | 17 février 2008  |
|       | Lt Gen Joseph F. Fil Jr.      | 18 février 2008  | 19 novembre 2010 |
|       | Lt Gen John D.Johnson         | 9 novembre 2010  | 26 juin 2013     |
|       | Lt Gen Bernard S. Champoux    | 27 juin 2013     | 2 février 2016   |
|       | Lt Gen Thomas S. Vandal       | 3 février 2016   | 5 janvier 2018   |
|       | Lt Gen Michael A. Bills       | 6 janvier 2018   | Présent          |